# الزويقين (حالمين)

تعديل مصدري - تعديل

الزويقين هي إحدى قرى عزلة حبيل الريدة بمديرية حالمين التابعة لمحافظة لحج، بلغ تعداد سكانها 150 نسمة حسب تعداد اليمن لعام 2004.